# Crateranthus talbotii
Crateranthus talbotii är en tvåhjärtbladig växtart som beskrevs av Baker f.. Crateranthus talbotii ingår i släktet Crateranthus, och familjen Lecythidaceae. IUCN kategoriserar arten globalt som sårbar. Inga underarter finns listade i Catalogue of Life.